# Semestre europeo
     Membri dell'Eurozona (vincolati dal testo completo)
     Non-membri dell'Eurozona (vincolati dalle disposizioni fiscali ed economiche)
     Non-membri dell'Eurozona (vincolati dalle disposizioni fiscali ma non da quelle economiche)
     Non-membri dell'Eurozona (non vincolati dalle disposizioni fiscali ed economiche)

Ratifica del Patto di bilancio europeo
Membri dell'Eurozona (vincolati dal testo completo)
Non-membri dell'Eurozona (vincolati dalle disposizioni fiscali ed economiche)
Non-membri dell'Eurozona (vincolati dalle disposizioni fiscali ma non da quelle economiche)
Non-membri dell'Eurozona (non vincolati dalle disposizioni fiscali ed economiche)

Il semestre europeo consiste in un insieme di procedure volte ad assicurare il coordinamento e la sorveglianza delle politiche economiche e di bilancio dei paesi membri dell'Unione europea e dei paesi membri della zona euro. Tali attività sono poste in essere ogni anno dal Consiglio dell'Unione europea su impulso della Commissione e sono dirette a mantenere le condizioni di stabilità economico-finanziaria necessarie per il funzionamento dell'area valutaria. 

## Struttura e caratteristiche
Creato nel 2011 sulla scia della crisi del debito sovrano dell'eurozona, il semestre europeo è un'evoluzione dei preesistenti processi di coordinamento fiscale, economico, occupazionale e di politica sociale nati negli anni novanta e duemila, quali il patto di stabilità e crescita, i grandi orientamenti delle politiche economiche, la strategia europea per l'occupazione, la strategia di Lisbona e il metodo aperto di coordinamento.
Da tali strumenti il semestre europeo si distingue, in primo luogo, perché il coordinamento si svolge ex ante, prima dell'adozione definitiva delle leggi di bilancio da parte degli Stati membri: le politiche economiche degli Stati vengono controllate per rilevare eventuali disavanzi e squilibri eccessivi quando le fondamentali decisioni di bilancio sono ancora in fase di preparazione. In secondo luogo, attraverso il semestre europeo l'UE viene a disporre di una serie di misure preventive correttive, insieme ad una gamma di sanzioni applicabili in caso di violazione: in particolare, è prevista una procedura semi-automatica per l'irrogazione delle sanzioni di natura finanziaria da applicare ai paesi che violino le regole del patto di stabilità e crescita. Infine, l'oggetto e le finalità del coordinamento sono più ampi e significativi che in passato, comprendendo le riforme strutturali e le misure di sostegno della crescita previste dalla strategia Europa 2020. Perciò le raccomandazioni approvate nel corso del semestre europeo possono intervenire su una vasta gamma di settori, come la determinazione dei salari, l'istruzione e l'assistenza sanitaria, che rientrano nella competenza primaria degli Stati membri e in cui i poteri legislativi dell'Unione sono fortemente limitati o assenti.
Poiché persegue l'obiettivo del coordinamento delle politiche economiche e di bilancio (ma anche sociali, del lavoro e a partire dal 2020 ambientali) senza implicare un trasferimento di sovranità dagli Stati membri all'UE, il semestre europeo realizza un'architettura fondamentale della governance multilivello europea, intesa come modalità di elaborazione e attuazione di politiche pubbliche che integra il metodo comunitario e il metodo intergovernativo. Esso combina, in modo inedito, regole giuridicamente vincolanti, possibili sanzioni, meccanismi di sorveglianza preventiva (misure di "hard law") con raccomandazioni non vincolanti, processi di coordinamento aperto, occasioni di dialogo sociale e interistituzionale (misure di "soft law"). Gli Stati conservano formalmente intatte le proprie competenze nei settori oggetto del coordinamento, eppure il semestre implica una significativa alternazione dell'ampiezza, della portata e della tempistica dei processi di bilancio nazionali, traducendosi in decisioni europee che precedono e tentano di condizionare le scelte di bilancio nazionali.

## Storia
La creazione del semestre europeo fu proposta dalla Commissione nel maggio e nel giugno del 2010 e approvata dagli Stati membri nell'ambito dell'Ecofin del 7 settembre 2010 come "codice di condotta" da seguire nell'attuazione del patto di stabilità e crescita. Il primo ciclo del semestre europeo fu lanciato nel gennaio del 2011 prima ancora di ricevere una disciplina formale nel diritto dell'Unione europea.
Tale disciplina giunse nel novembre del 2011 con l'adozione del cosiddetto six pack: un pacchetto di sei misure legislative (cinque regolamenti e una direttiva) approvate dall'UE per modificare le regole di applicazione del patto di stabilità e crescita rafforzandone l'impianto attraverso l'introduzione del semestre europeo e di un nuovo meccanismo di sorveglianza macroeconomica, la procedura per gli squilibri macroeconomici.
Uno sviluppo importante fu la stipula, nel marzo 2012, del Trattato sulla stabilità, coordinamento e governance nell'unione economica e monetaria (noto come "Patto di bilancio europeo" o Fiscal compact), entrato in vigore il 1º gennaio 2013. Ancorché esterno al diritto dell'Unione europea, il Fiscal compact è coordinato con il semestre europeo ed è volto alla realizzazione dei medesimi obiettivi: rinsaldare la disciplina di bilancio e potenziare il coordinamento delle politiche economiche degli Stati. Gli Stati firmatari (25 degli allora 28 Stati membri dell'UE) si impegnarono, tra le altre cose, a introdurre nel diritto nazionale obiettivi di bilancio giuridicamente vincolanti e a limitare i disavanzi strutturali entro la soglia dello 0,5% del PIL (1% per i paesi con debito pubblico inferiore al 60% del PIL).
Un ulteriore passo avanti verso un maggiore coordinamento di bilancio nella zona euro fu compiuto con l'approvazione nel 2013 di altri due regolamenti, noti come two pack. Per quanto riguarda il semestre europeo, il two pack ne potenziò la funzione di coordinamento imponendo agli Stati della zona euro di presentare i documenti programmatici di bilancio per l'anno successivo alla Commissione entro metà ottobre: in tal modo la politica fiscale viene discussa nelle prime fasi del processo di bilancio e gli orientamenti della Commissione possono essere presi in considerazione prima dell'adozione dei bilanci nazionali.
Da ultimo, la disciplina del semestre europeo è stata modificata nel 2015 dalla Commissione, recependo alcune indicazioni della cosiddetta Relazione dei cinque Presidenti del giugno 2015, allo scopo di procedere a una razionalizzazione del calendario, con la presentazione delle Relazioni per paese già a febbraio, e a una maggiore considerazione per gli aspetti sociali ed occupazionali della politica economica e di bilancio.

## Finalità
La finalità originaria e tuttora prevalente del semestre europeo consiste nel garantire la disciplina di bilancio e la sostenibilità delle finanze pubbliche, in linea con quanto stabilito nel patto di stabilità e crescita. Inoltre il semestre europeo è diretto a prevenire gli squilibri macroeconomici eccessivi secondo le regole e le procedure contenute nel six pack, e in particolare nei regolamenti (UE) n. 1176/2011 e n. 1174/2011. Il semestre europeo è anche diretto a promuovere e a vigilare sull'attuazione delle riforme strutturali sollecitate da Europa 2020 e illustrate nei Programmi nazionali di riforme.
Oltre al coordinamento delle politiche economiche e di bilancio, il semestre europeo può ospitare contenuti ulteriori, di cui si è progressivamente arricchito. Nel novembre 2017 con la proclamazione del Pilastro europeo dei diritti sociali, i temi del semestre europeo sono stati ampliati in modo da includere i settori delle pari opportunità, dell'accesso al mercato del lavoro, delle condizioni di lavoro eque e della protezione e inclusione sociali. Nel dicembre del 2019 la comunicazione della Commissione sul "Green Deal" europeo ha aperto la strada all'integrazione della sostenibilità ambientale tra gli obiettivi del semestre europeo, compiuta per la prima volta nel ciclo del 2020.

## Base giuridica
La base giuridica della disciplina che articola il semestre europeo è costituita da:
- articolo 121 TFUE sul coordinamento e la sorveglianza delle politiche economiche degli Stati membri dell'UE;
- articolo 126 TFUE e Protocollo n. 12 TFUE (già annesso al Trattato di Maastricht) sulla procedura per disavanzi eccessivi;
- per i paesi che partecipano all'eurozona, articolo 136 TFUE, che consente agli Stati di rafforzare il coordinamento e la sorveglianza delle politiche di bilancio[7][25];
- articolo 148 TFUE sul coordinamento delle politiche in materia di occupazione.

## Calendario
Il semestre europeo va da novembre a giugno ed è seguito in ogni paese da un semestre nazionale, da luglio a ottobre, nel quale le raccomandazioni proposte dalla Commissione, discusse dal Consiglio dell'UE e approvate dal Consiglio europeo sono recepite dai parlamenti nazionali e tradotte in legislazione statale. La partecipazione del Parlamento europeo ai processi di cui consiste il semestre europeo è di natura solo consultiva.
Nel corso del semestre si svolgono tre processi di coordinamento che operano in parallelo:
1. la sorveglianza sulle politiche di bilancio, basata in larga misura sul patto di stabilità e crescita del 1997, che può sfociare in una procedura per i disavanzi eccessivi in caso di violazione, o rischio di violazione, delle regole di rigore fiscale stabilite nel patto[37][38];
2. la procedura per gli squilibri macroeconomici, introdotta col six pack del 2011 per individuare, prevenire e correggere gli squilibri di natura non fiscale (ad es. un elevato disavanzo delle partite correnti o una bolla immobiliare[20][39]);
3. il monitoraggio delle riforme strutturali intraprese dagli Stati membri nel quadro degli orientamenti integrati della strategia Europa 2020[36][40].

### Pacchetto d'autunno
Il ciclo inizia con il "pacchetto d'autunno", da novembre a dicembre, nell'ambito del quale i principali documenti pubblicati dalla Commissione sono i seguenti:
1. L'Analisi annuale della crescita (Annual Growth Survey), ribattezzata a partire dal ciclo del 2020[41], Strategia annuale per la crescita sostenibile (Annual Sustainable Growth Strategy). Fissa le priorità economiche e sociali generali per l'UE e fornisce agli Stati membri orientamenti politici per l'anno successivo[42][43].
2. Il progetto di Raccomandazione sulla politica economica della zona euro (Recommendation on the economic policy of the euro area). Fornisce orientamenti specifici per gli Stati la cui moneta è l'euro su questioni legate al funzionamento della zona euro nel suo complesso. Tipicamente la Raccomandazione riguarda questioni fiscali, finanziarie e strutturali, nonché aspetti istituzionali dell'Unione economica e monetaria, e si basa, oltre che sulle informazioni raccolte dalla Commissione, sugli orientamenti strategici formulati dall'Analisi annuale della crescita[1][44].
3. La Relazione sul meccanismo di allerta (Alert Mechanism Report). È il punto di partenza del ciclo annuale della procedura per gli squilibri macroeconomici. Verso fine anno, la Commissione identifica i paesi a rischio di squilibrio macroeconomico, intesi come quelli che possano ostacolare il "corretto funzionamento dell'economia di uno Stato membro, dell'Unione economica e monetaria o dell'intera Unione"[45]. I paesi così identificati dovranno poi essere oggetto degli esami approfonditi (In-Depth Reviews) per valutare l'evoluzione della situazione e determinare l'esistenza di squilibri "eccessivi", tali cioè da mettere a rischio il corretto funzionamento dell'Unione economica e monetaria[46].
4. Il progetto di Relazione comune sull'occupazione (Joint Employment Report)[47], in vista dell'adozione da parte del Consiglio EPSCO nel mese di marzo[48].
5. I pareri sui Documenti programmatici di bilancio degli Stati della zona euro, che chiudono il precedente ciclo di semestre europeo. L'Eurogruppo esamina tali pareri e formula una dichiarazione prima dell'approvazione definitiva, in dicembre, dei bilanci nazionali.

Nella fase successiva si adottano gli indirizzi di politica economica e di bilancio a livello UE.
Tra dicembre e gennaio il Consiglio formula le sue conclusioni sull'Analisi annuale della crescita e sulla Relazione sul meccanismo di allerta, e approva la Raccomandazione sulla politica economica della zona euro. Il Parlamento europeo avvia il "dialogo economico" con il Consiglio e la Commissione, tiene audizioni e dibattiti volti a sensibilizzare l'opinione pubblica, e coinvolge i parlamentari nazionali in una conferenza annuale nota come Settimana parlamentare europea (European Parliamentary Week), nella quale i temi della governance economica europea sono oggetto di discussione interparlamentare.

### Pacchetto d'inverno
Il "pacchetto d'inverno" è la seconda tappa del semestre europeo. A febbraio la Commissione pubblica le Relazioni per paese (Country Reports) sull'andamento economico e sociale complessivo in ciascuno Stato membro. La Relazioni valutano gli eventuali squilibri macroeconomici e possono formulare proposte di raccomandazioni. Per i paesi identificati come a rischio di squilibri eccessivi dalla Relazione sul meccanismo di allerta sono previsti anche gli esami approfonditi (In-Depth Reviews) per valutare l'evoluzione della situazione macroeconomica. Gli esami approfonditi possono dare avvio, in caso di squilibri che richiedano azioni correttive, ad una procedura di squilibrio eccessivo (Excessive imbalance procedure), mediante la quale il Consiglio su proposta della Commissione formula piani dettagliati di azione, assieme alla Commissione controlla la loro esecuzione da parte dello Stato e, in caso di inadempimento, può applicare sanzioni di natura finanziaria.
A marzo il Consiglio europeo discute la situazione economica dei paesi dell'UE e, sulla base dell'Analisi annuale della crescita pubblicata dalla Commissione, determina le priorità economiche e fornisce gli orientamenti politici che devono essere seguiti dagli Stati nell'elaborazione dei loro Programmi di stabilità o convergenza e dei Programmi nazionali di riforma. Questi documenti (che in Italia sono incorporati all'interno del Documento di economia e finanza) devono essere presentati entro la fine di aprile:
1. Il Programma nazionale di riforma (National Reform Programme) contiene una panoramica delle azioni di politica economica in corso, comprese le risposte alle Raccomandazioni specifiche per paese ricevute l'anno precedente.
2. Il piano di bilancio triennale, che per i paesi della zona euro è chiamato Programma di stabilità, e per i paesi non-euro è chiamato Programma di convergenza e deve comprendere anche gli orientamenti di politica monetaria[53][54].

### Pacchetto di primavera
Il "pacchetto di primavera" inizia solitamente a maggio, quando la Commissione europea valuta i Programmi nazionali e presenta dei progetti di Raccomandazioni specifiche per paese. Le raccomandazioni sono proposte dalla Commissione sulla base della valutazione delle politiche di bilancio ed economiche illustrate degli Stati nei Programmi nazionali di riforma e nei Programmi di stabilità o convergenza. Le raccomandazioni devono fornire orientamenti sui risultati realisticamente realizzabili nei 12-18 mesi successivi per conseguire gli obiettivi macroeconomici e di bilancio.
A giugno il Consiglio concorda la versione definitiva delle raccomandazioni e, se le modifica, fornisce spiegazioni al riguardo. Il Consiglio europeo approva le raccomandazioni e, solitamente a luglio, il Consiglio le adotta in modo definitivo. Parallelamente si svolgono i dialoghi (audizioni e discussioni) del Parlamento europeo sulle proposte di raccomandazioni specifiche per paese.

### Semestre nazionale e nuovo pacchetto d'autunno
Infine, negli ultimi sei mesi dell'anno, tra luglio e dicembre, si sviluppa il cosiddetto "semestre nazionale", in cui ciascun paese attua le politiche programmate all'esito del dialogo con le istituzioni europee.
Entro il 15 ottobre gli Stati membri della zona euro presentano alla Commissione e all'Eurogruppo i Documenti programmatici di bilancio (Draft budgetary plans) per l'anno successivo, e a questo punto il ciclo si ripete con il nuovo “pacchetto d'autunno”: la Commissione esamina tali documenti alla luce dei requisiti del patto di stabilità e crescita, e in novembre emette un parere formale su ciascun progetto, in modo che tali pareri possano essere presi in considerazione al momento dell'approvazione finale dei bilanci nazionali. La Commissione valuta il grado di ottemperanza alle Raccomandazioni specifiche per paese e, se conclude che il Documento programmatico di bilancio di uno Stato membro costituisce un inadempimento del patto di stabilità e crescita particolarmente grave, può chiedere che venga presentato un progetto modificato.
Infine l'Eurogruppo, che raccoglie i ministri dell'economia e delle finanze dei paesi della zona euro, discute i pareri della Commissione sui Documenti programmatici di bilancio e formula una dichiarazione prima della definitiva approvazione dei bilanci da parte degli Stati, che si svolge secondo le procedure nazionali entro fine anno.

## Sanzioni ed efficacia
Le raccomandazioni adottate nel contesto di una procedura per i disavanzi eccessivi o di una procedura per gli squilibri eccessivi sono vincolanti. Quanto alle altre raccomandazioni, gli Stati devono tenerne "debitamente conto" nello sviluppare le proprie politiche economiche, occupazionali e di bilancio. L'inadempimento può condurre ad avvertimenti, ulteriori raccomandazioni, monitoraggio rafforzato e, nell'ambito delle procedure per i disavanzi e gli squilibri eccessivi, può condurre a sanzioni finanziarie.
In particolare, nell'ambito della procedura per i disavanzi eccessivi, gli Stati dell'eurozona che non ottemperano alle raccomandazioni ad essi indirizzate possano andare incontro a sanzioni finanziarie nella misura dello 0,2% del PIL. Le sanzioni possono essere rinnovate su base annua e incrementate sino al massimale dello 0,5% del PIL. La sanzioni sono proposte dalla Commissione e adottate dal Consiglio a maggioranza qualificata ai sensi dell'articolo 126(11) TFUE.
Nell'ambito della procedura per gli squilibri macroeconomici la ripetuta inottemperanza alle raccomandazioni indirizzate allo Stato può comportare il pagamento di una sanzione pari allo 0,1% del PIL, che si rinnova anch'essa su base annua. L'adozione delle sanzioni è deliberata seguendo la procedura di votazione a maggioranza qualificata inversa, introdotta dal six pack. In base a tale procedura, la raccomandazione della Commissione di applicare una sanzione è adottata a meno che il Consiglio non decida di respingerla a maggioranza qualificata entro un periodo di tempo prestabilito. Questa procedura decisionale semi-automatica rende difficile per gli Stati formare una maggioranza in grado di bloccare le sanzioni.
La Commissione è stata peraltro piuttosto cauta nell'esercizio delle sue funzioni di sorveglianza di bilancio. Sino ad oggi (2021) non ha mai proposto l'adozione di sanzioni finanziarie, ed è successo solo una volta che richiedesse a uno Stato membro di modificare il proprio piano di bilancio (l'Italia per il suo Progetto di piano di bilancio del 2019). Nella generalità dei casi, a partire dal 2014 la Commissione si è limitata a spedire lettere in risposta ai programmi di bilancio che hanno avuto un impatto modesto sulle decisioni degli Stati. Ciò ha sollevato dubbi circa la capacità del semestre europeo di influenzare nella pratica la politica fiscale degli Stati. Nonostante l'impatto apparentemente modesto, è possibile che la sola esistenza delle procedure del semestre europeo e delle sanzioni ad esse collegate incoraggi gli Stati a prendere in maggiore considerazione i parametri del patto di stabilità e crescita nella preparazione dei loro bilanci.

## Modifiche al ciclo del semestre europeo 2021 (COVID-19)
La pandemia di COVID-19 e la conseguente crisi economica hanno spinto l'UE a rispondere sia in modo congiunturale, con la sospensione del patto di stabilità e crescita e l'adozione da parte dei singoli Stati di misure di sostegno all'economia, sia in modo strutturale mediante il lancio a luglio 2020 del programma Next Generation EU (Recovery Plan). Il fulcro di Next Generation EU è il Dispositivo per la ripresa e la resilienza (Recovery and resilience facility o Recovery Fund), che mette a disposizione 672,5 miliardi di euro (a prezzi 2018) di prestiti e sovvenzioni per sostenere le riforme e gli investimenti compiuti dagli Stati membri.
Il semestre europeo è stato modificato temporaneamente per coordinarlo con tale strumento. In particolare il ciclo del 2021 è cominciato già nel settembre 2020 con la pubblicazione della Strategia annuale per la crescita sostenibile 2021, che ha posto al centro del semestre le "quattro dimensioni della sostenibilità ambientale, della produttività, dell'equità e della stabilità macroeconomica". Gli Stati membri sono stati invitati a integrare i loro Programmi di riforma nei Piani nazionali di ripresa e resilienza, che offrono una panoramica delle riforme e degli investimenti che gli Stati intendono effettuare in linea con gli obiettivi del Recovery Fund.
Pertanto i Piani di ripresa e resilienza presentati dagli Stati nell'ambito del Recovery Fund sono diventati il principale documento di riferimento della governance economica e sociale dell'Unione europea, e le Relazioni per paese, parte del "pacchetto d'inverno" di solito pubblicato a febbraio, sono state sostituite con le valutazioni dei Piani nazionali di ripresa e resilienza. Per gli Stati che abbiano presentato i Piani di ripresa e resilienza, le raccomandazioni specifiche per paese hanno riguardato esclusivamente la situazione di bilancio, come previsto dal patto di stabilità e crescita, mentre l'attuazione delle riforme è stata monitorata sulla base delle Raccomandazioni specifiche per paese degli anni precedenti.
Sebbene il Recovery Fund fornisca denaro a fondo perduto per finanziare i Piani nei paesi più colpiti dalla pandemia, il finanziamento è condizionato non solo al rispetto dei termini dei Piani nazionali, ma anche all'attuazione delle Raccomandazioni specifiche per paese definite dalla Commissione europea e dal Consiglio nell'ambito del semestre europeo In tal modo la Commissione, nella sua attività di monitoraggio sui Piani nazionali di ripresa e resilienza, è chiamata a valutare riforme che non rientrano nell'ambito delle materie di competenza dell’UE (come ad esempio la riforma della giustizia in Italia).

## Critiche
Le critiche rivolte al semestre europeo si appuntano sul deficit democratico che il suo svolgimento determinerebbe, a causa del predominio dell'esecutivo e della subordinazione dei parlamenti (sia del Parlamento europeo, sia dei parlamenti nazionali) e la marginalizzazione dell'opinione pubblica. 
In questa prospettiva, si è ad esempio sostenuto che i vincoli di natura procedurale imposti dal semestre europeo, e in particolare la sua stretta tempistica, mettono il Governo e la maggioranza politica che lo sostiene in una posizione di predominio di fatto, non giustificabile dal punto di vista della separazione dei poteri e della dialettica democratica.
Inoltre, si è sostenuto che l'architettura di governance del semestre europeo tende a privilegiare gli obiettivi e gli attori economici rispetto alle loro controparti sociali, provocando la subordinazione delle politiche sociali dell'Unione europea e degli stati membri agli imperativi del consolidamento fiscale e della competitività.
Anche la scelta di "costituzionalizzare" le scelte di bilancio, implicata dal Fiscal compact, può sollevare problemi sotto il profilo della qualità democratica dei processi decisionali pubblici e della loro necessaria flessibilità e apertura a diverse teorie economiche e opzioni politiche. 
Infine, la "logica disciplinare" di un intergovernamentalismo asimmetrico, in cui pesano soprattutto gli orientamenti degli stati membri più forti, è sembrata in conflitto con lo "spirito comunitario" e il valore della solidarietà transnazionale che, secondo un'interpretazione federalista, devono caratterizzare il progetto europeo.